# GranMilano
Die GranMilano S.p.A. ist ein italienischer Lebensmittelhersteller. Das in Mailand ansässige Unternehmen produziert unter den Marken Tre Marie, Sanson und Mongelo hauptsächlich Backwaren, italienische Festtagsspezialitäten wie Panettone, Pandoro und Torrone, Tiefkühlprodukte sowie Speiseeis. Vertrieben werden die Produkte sowohl über die Gastronomie wie auch über den Einzelhandel.
GranMilano ging 1998 aus der traditionsreichen, 1896 gegründeten Konditorei Tre Marie am Corso Vittorio Emanuele in Mailand hervor. 2001 stieg das Unternehmen mit der Übernahme der Marke Sanson in die Speiseeisproduktion ein. GranMilano beschäftigt mehr als 700 Mitarbeiter und erwirtschaftete 2007 einen Umsatz von 155 Millionen Euro.